# Tadeusz Belerski
Tadeusz Belerski (ur. 12 sierpnia 1947 w Bydgoszczy) – dziennikarz, absolwent wydziału historii Uniwersytetu Warszawskiego, mgr historii od 1972 roku.
Od 1973 w Krajowej Agencji Wydawniczej, gdzie do jego obowiązków należały: kontakty z mediami, kreowanie wizerunku firmy, przygotowywanie materiałów prasowych, przygotowywanie i udział w wystawach.
Od 1975 w Polskiej Agencji Prasowej. Początkowo jest reporterem w Zespole Nauki i Techniki. Pisze o problemach szkół wyższych, o ochronie środowiska i naukach rolniczych. Od 1980 roku sekretarz redakcji, a następnie od 1983 szef Zespołu Nauki i Techniki. Odpowiada za serwis naukowo-techniczny krajowy i zagraniczny.
W latach 1988–1991 korespondent PAP na Węgrzech, skąd pisał relacje o przemianach politycznych, gospodarczych, a także o życiu kulturalnym w tym kraju.
W latach 1991–1992 w dzienniku Glob 24, zajmuje się tematyką warszawską.
Od 1992 w „Rzeczpospolitej”, organizował od podstaw Dział Nauki i Techniki. Jako jego szef odpowiedzialny był za codzienne kolumny, na których ukazywały się najświeższe informacje z kraju i ze świata o nowych rozwiązaniach technicznych, odkryciach w świecie medycyny, badaniach archeologicznych itp. Redagował też kolorowe dodatki tematyczne dotyczące motoryzacji, medycyny, informatyki. W dzienniku pracował do 2003 roku. Następnie stworzył popularnonaukowy miesięcznik „Świat Techniki” przy Wydawnictwach Szkolnych i Pedagogicznych, którego został redaktorem naczelnym.
Od 2005 do 2008 ponownie w PAP, gdzie kierował działem gospodarki. Tutaj powstają informacje dotyczące życia gospodarczego we wszystkich dziedzinach, giełdy, bankowości, spraw finansowych itp.
Następnie stworzył i prowadził w Internecie portal dla podróżujących po Polsce i świecie.
Od 2010 związany jest z Biurem Rzecznika Praw Dziecka, odpowiada za kontakty z mediami.
Autor wielu artykułów ze świata nauki i techniki między innymi w Polish Science dodatku The Warsaw Voice, w pismach motoryzacyjnych, periodykach zajmujących się ochroną środowiska, energetyką. Twórca audycji radiowych o środowisku przyrodniczym, o technice, współautor książek „Bohaterowie polskiej transformacji” i „Ludzie roku 95-96 w Polsce”.
Otrzymał wiele indywidualnych i zespołowych nagród i wyróżnień dziennikarskich.
Nagrodę Ministra Nauki, Szkolnictwa Wyższego i Techniki (1978) oraz Naczelnej Organizacji Technicznej (1980) za twórczość publicystyczną popularyzującą naukę i technikę w związku z konkursem „Wiedza-Technika-Postęp”. Z tej samej okazji wyróżniony trzykrotnie w ramach nagród zbiorowych dla Zespołu Nauki i Techniki PAP. Indywidualna nagroda specjalna Ministra Nauki, Szkolnictwa Wyższego i Techniki za prezentację uczelni, ich osiągnięć naukowych, upowszechnianie zagadnień postępu technicznego i za dorobek popularyzatorski (1984). Nagroda Prezesa PAP za osiągnięcia dziennikarskie (1986). Indywidualna nagroda II st. Ministra Nauki i Szkolnictwa Wyższego za upowszechnianie zagadnień nauki i szkolnictwa (1987). Nagroda Specjalna BCC „Ostre Pióro” przyznawana za propagowanie przedsiębiorczości i przybliżanie opinii publicznej zasad wolnego rynku (2007).
Odznaczony Srebrnym Krzyżem Zasługi (1983), Złotym Krzyżem Zasługi (1988), Medalem Komisji Edukacji Narodowej (1997), odznaką honorową „Za Zasługi dla Wynalazczości” (2005).